# Báruch (prorok)
Báruch, též Báruk, syn Nerijášův (7.–6. století př. n. l.), byl písařem, přítelem a tajemníkem proroka Jeremjáše. Sám bývá někdy řazen mezi proroky a tradice mu připisovala autorství deuterokanonické Knihy Báruch a dalších spisů. Podle jedné z hypotéz by mohl být též autorem knihy Deuteronomium, tzv. deuteronomistické historie a prozaických pasáží z Jeremiášova proroctví.
Jeho bratr Serajáš je zmiňován jako průvodce krále Sidkijáše, předpokládá se proto, že Báruch byl ze vznešeného rodu. Tento předpoklad potvrzuje i Flavius Iosephus. Po dobytí Jeruzaléma odešel spolu s Jeremjášem do Egypta. O jeho dalších osudech biblické podání mlčí. Tradice se v podání jeho dalšího osudu rozchází, podle jedněch zemřel v Egyptě, podle jiných odešel po dobytí Egypta Nebukadnesarem II. do Babylóna. Některé arabské křesťanské legendy ztotožňují Bárucha se Zarathuštrou.

## Pečeť

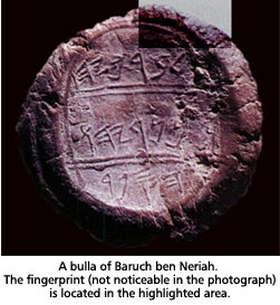
Báruchova pečeť

V současné době jsou známy dva otisky nejspíše jedné starověké pečeti, která nese starohebrejský vlastnický nápis „Báruka, syna Nerijášova, písaře“ (𐤋𐤁𐤓𐤊𐤉𐤄𐤅 𐤁𐤍 𐤍𐤓𐤉𐤄𐤅 𐤄𐤎𐤐𐤓‎).

## Spisy připisované Báruchovi
- Deuteronomium
- Kniha Jozue
- Kniha Soudců
- 1. kniha Samuelova
- 2. kniha Samuelova
- 1. kniha královská
- 2. kniha královská
- Kniha Jeremjáš (prozaické pasáže)
- Kniha Báruch, deuterokanonická kniha
- 2. kniha Báruchova, zvaná též Syrská apokalypsa Báruchova
- 3. kniha Báruchova, zvaná též Řecká apokalypsa Báruchova
- 4. kniha Báruchova, zvaná též Paralipomena Jeremjášova